# Paphiopedilum acmodontum
Paphiopedilum acmodontum är en orkidéart som beskrevs av Mark W. Wood. Paphiopedilum acmodontum ingår i släktet Paphiopedilum och familjen orkidéer. Inga underarter finns listade i Catalogue of Life.

## Bilder

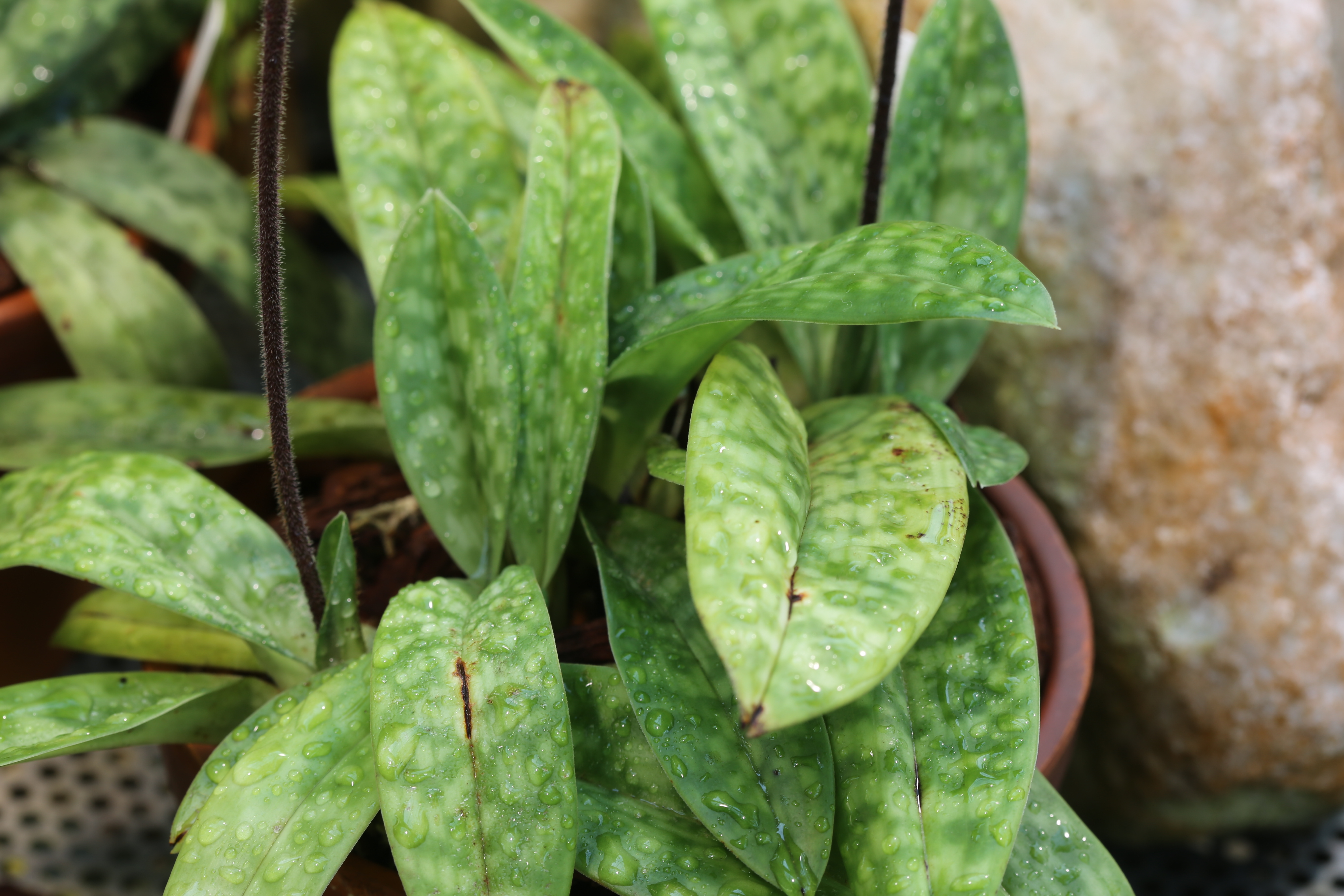
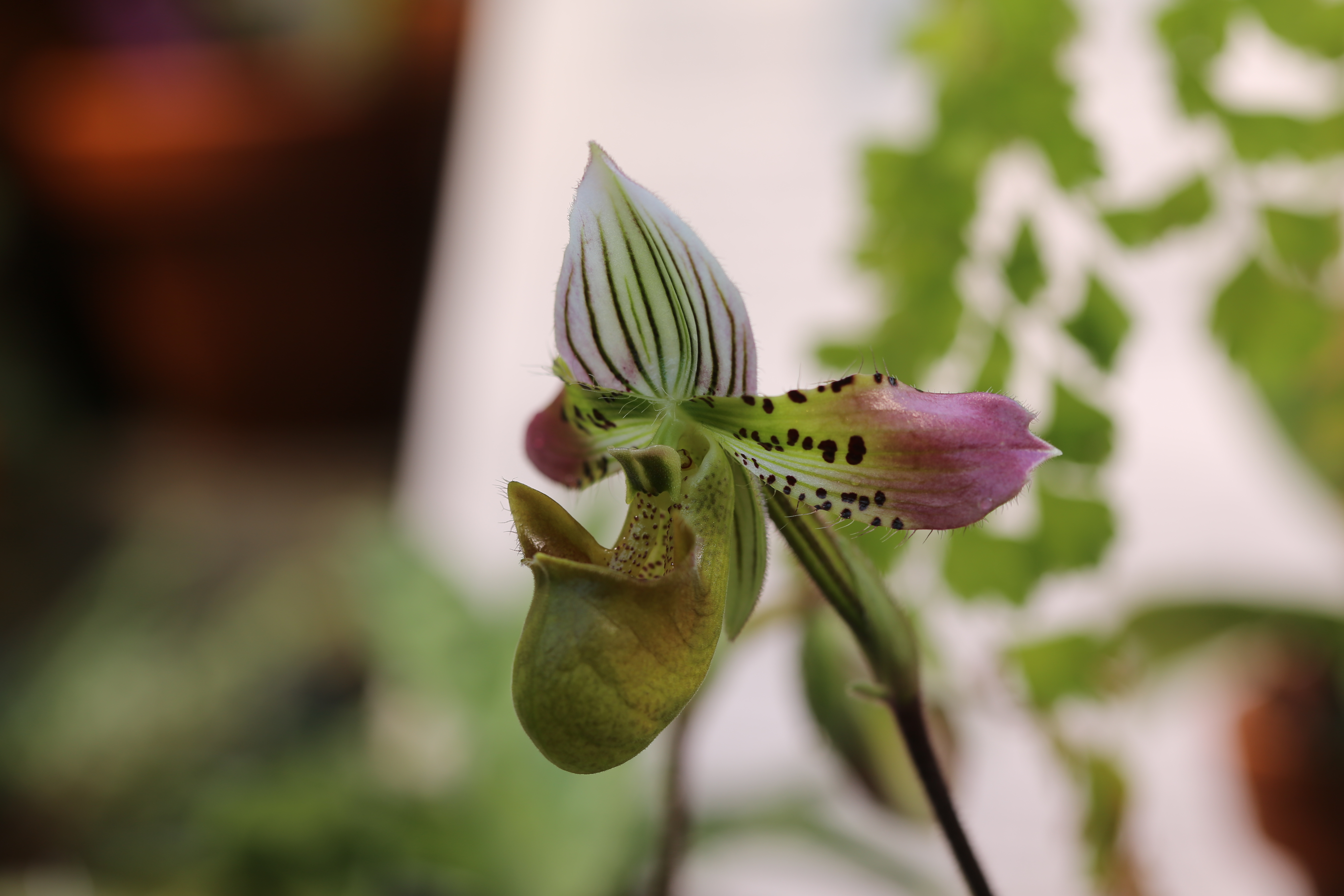
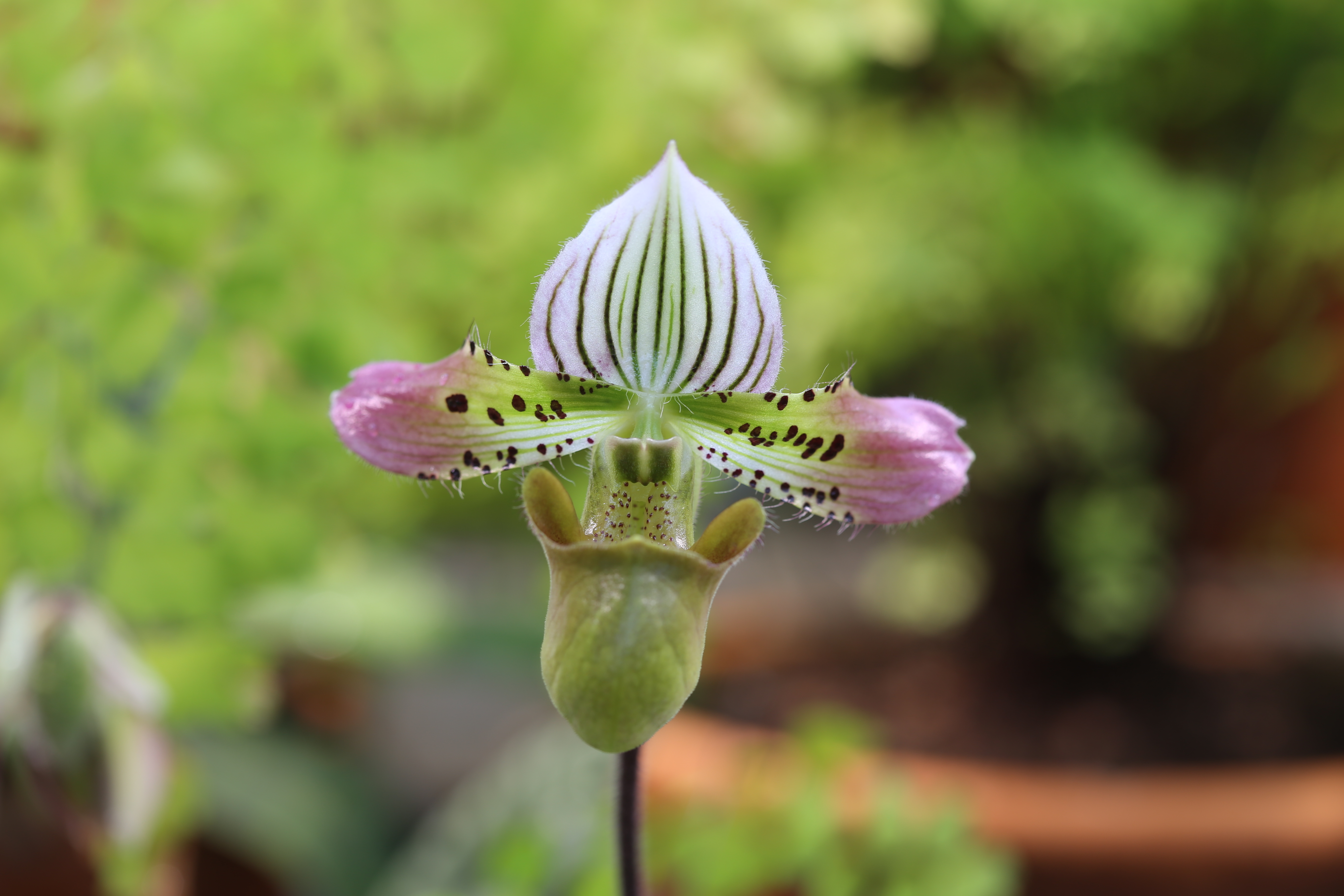
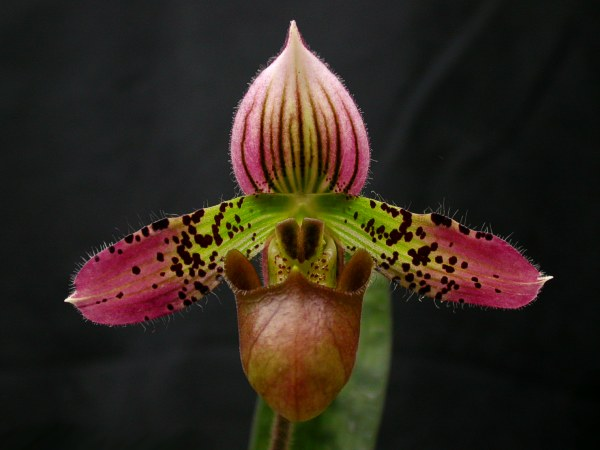